# Pindouchi
Pinduinen
Pindouchi (en russe : Пи́ндуши ; en carélien: Pinduši; en finnois : Pinduinen) est une ville de la république de Carélie, en Russie. Elle se trouve dans l'établissement urbain de Pindouchi, dont elle est le chef-lieu, dans le raïon de Medvejiegorsk.

## Géographie
Pinduochi est situé sur les rives du Lac Onega dans la baie Poventsanlahti, à sept kilomètres à l'est de la gare de Karhumäki (sur la ligne Saint-Pétersbourg-Mourmansk) et à 160 km au nord de Petroskoi.

## Démographie
Recensements (*) ou estimations de la population
| 1989  | 2002* | 2010  | 2013  |
| ----- | ----- | ----- | ----- |
| 6 611 | 5 190 | 4 598 | 4 437 |

| 2015  | 2017  | 2019  | 2021  |
| ----- | ----- | ----- | ----- |
| 4 476 | 4 347 | 4 303 | 4 193 |